# La Sentinelle
La Sentinelle és un municipi francès, situat a la regió dels Alts de França, al departament del Nord. L'any 2009 tenia 3.303 habitants. Limita al nord amb Petite-Forêt, a l'est amb Valenciennes, al sud amb Trith-Saint-Léger, al sud-oest amb Prouvy, a l'oest amb Hérin i al nord-oest amb Aubry-du-Hainaut.

## Demografia
| 1962                                       | 1968  | 1975  | 1982  | 1990  | 1999  | 2006  |
| ------------------------------------------ | ----- | ----- | ----- | ----- | ----- | ----- |
| 2.990                                      | 3.288 | 3.680 | 3.729 | 3.588 | 3.360 | 3.232 |
| Des de 1962: població sense dobles comptes |       |       |       |       |       |       |

## Administració
| Període   | Identitat       | Partit |
| --------- | --------------- | ------ |
| 2001-2008 | Roger Blondiaux | PCF    |
| 2008-     | Bernadette Sopo |        |